# Michelle Couttolenc
Michelle Couttolenc és una enginyera d'àudio mexicana, especialitzada en cinema. És la primera mexicana guanyadora de l'Oscar per la categoria de millor so.

## Trajectòria
Va estudiar so per a cinema a França amb una especialització en textures per a augmentar l'emoció del so cinematogràfic.
Des de 2006 treballa en la indústria cinematogràfica; el seu primer treball va ser amb Juan Carlos Rulfo: En el hoyo, ha participat en gairebé 100 pel·lícules.
Michelle és cofundadora de l'estudi mexicà Astro XL, on es va barrejar una part del so de Sound of Metal.

## Filmografia
- El laberinto del fauno
- Ya no estoy aquí
- Luz silenciosa
- La jaula de oro
- Güeros
- La 4ª Compañía
- Todas las pecas del mundo
- En el hoyo
- Casi divas
- Arráncame la vida
- Apocalypto

## Premis i nominacions
- Oscar en la categoria de Millor so per la pel·lícula Sound of Metal.
- Ha rebut 12 nominacions al Premi Ariel.[8]